# Colégio do Sagrado Coração de Maria

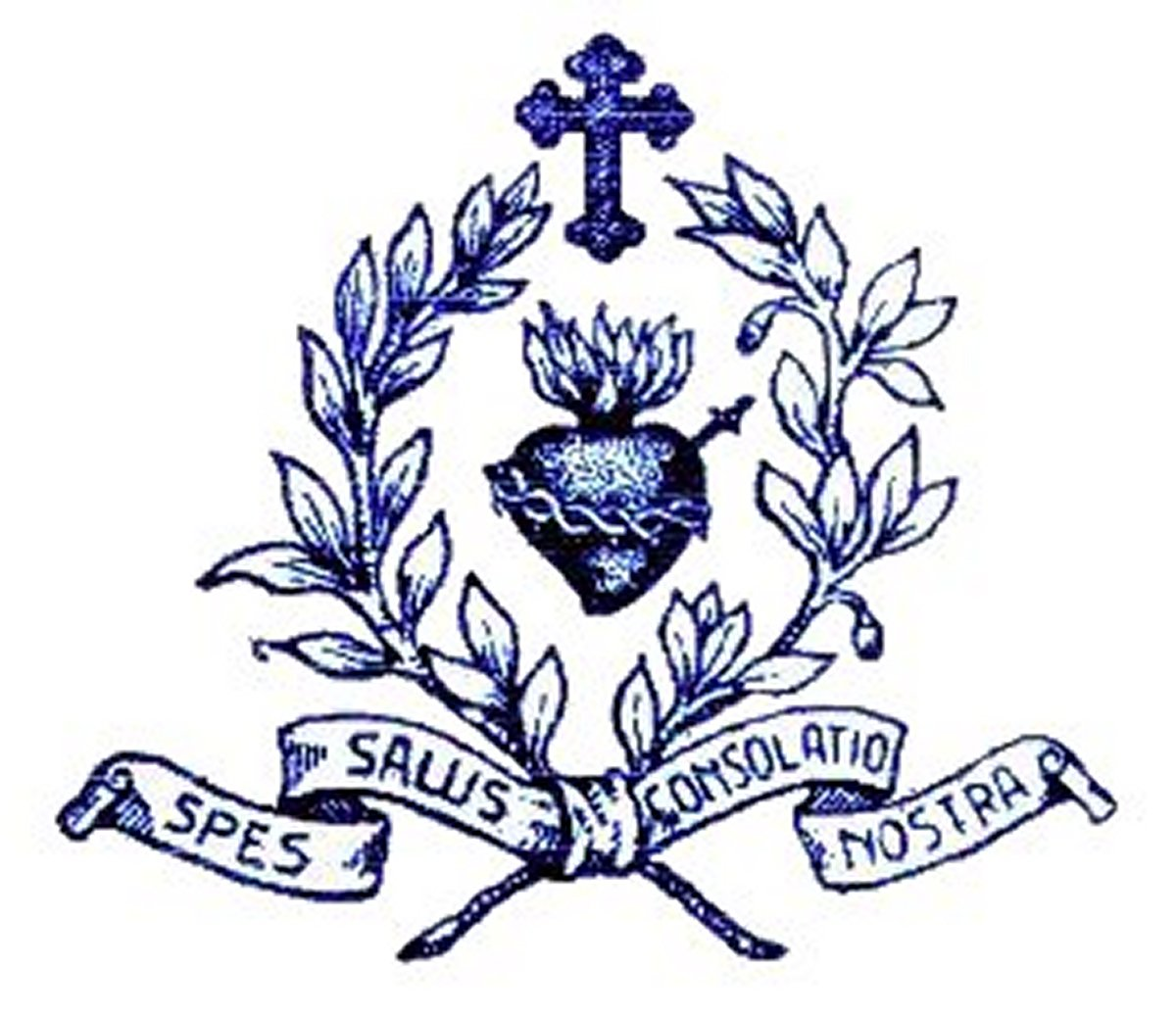
Logotipo do Instituto das Religiosas do Sagrado Coração de Maria

O Colégio do Sagrado Coração de Maria (ou CSCM) é um colégio religioso católico português situado na Avenida Manuel da Maia n.º 2, em Lisboa.
É um colégio que abrange todos os anos de escolaridade até ao fim do ensino secundário. Nestes colégios vivem algumas irmãs religiosas.
Os colégios do Instituto das Religiosas do Sagrado Coração de Maria são regidos pelo ideário interno designado por «ideário dos colégios do instituto das Religiosas do Sagrado Coração de Maria em Portugal», documento este onde estão presentes todas as regras de conduta, e que tem de ser respeitado por todas as pessoas ligadas à instituição, sejam eles alunos ou funcionários, religiosos ou professores.
A congregação religiosa está presente também no Brasil, contando com cinco colégios em diferentes cidades do país: os colégios Sagrado Coração de Maria no país encontram-se no Rio de Janeiro, Vitória, Ubá, Belo Horizonte e Brasília.
Este Colégio dispõe de 3 campos polidesportivos exteriores, 3 ginásios polidesportivos interiores, 2 refeitórios, 1 enfermaria, 76 salas de aula e 2 capelas.
O implantador do centro Jean Gailhac foi o Padre Jean Gailhac.